# Nikolaj Timčenko
Nikolaj Timčenko (Leskovac, 6. decembar 1934 — Leskovac, 29. decembar 2004) bio je srpski filozof, književni kritičar, esejista, lektor i novinar.

## Biografija
U rodnom gradu završio je osnovnu i srednju školu, a Filozofski fakultet u Beogradu (grupa za jugoslovensku književnost).
Radio je kao profesor u poljoprivrednoj školi u Leskovcu, a kasnije je prešao u redakciju lokalnog nedeljnika Naša reč, obavljajući poslove novinara i lektora. Za vreme socijalističke Jugoslavije važio je za jednog od najvećih disidenata i uskraćivano mu je pravo da se oglašava u listovima i časopisima. U rukopisnoj zaostavštini nalazi se više desetina studija, knjiga ogleda i eseja. Za izuzetan doprinos srpskoj književnosti posthumno mu je dodeljena Plaketa „Borislav Stanković“.
- Posle smrti osnovana je u Leskovcu Zadužbina „Nikolaj Timčenko“ koja je objavila njegova dela.[1]
- 22.11.2010. godine u Leskovcu je ustanovljena književna nagrada sa njegovim imenom.[2][3][4]
- U Leskovcu je 2012. godine otvoren legat ″Nikolaj Timčenko″ sa preko 15000 naslova.[5]

## Objavljene knjige ogleda
- Pesnik i zavičaj, Bagdala, Kruševac, 1964
- Zapisi o pesniku (O poeziji Vaska Pope), Bagdala, Kruševac, 1972
- Knjiga o pozorištu (radovi o istorijatu Narodnog pozorišta iz Leskovca).
- Francuske beleške,KZ BORISAV STANKOVIĆ VRANJE	, 2006	[6]
- Književnost i dogma: godina 1952 u srpskoj književnosti, Srpska književna zadruga 2006
- Književna baština Leskovca, Zadužbina "Nikolaj Timčenko" 2007
- Bibliografija Nikolaja Timčenka, Zadužbina "Nikolaj Timčenko",2008
- Misao, reč - sudbina, Zadužbina "Nikolah Timčenko" i KIZ Altera 2008
- Melanholija i hermeneutika, Zadužbina "Nikolaj Timčenko" 2009
- Između stvaralaštva i egzistencije: o Andriću i Crnjanskom, Zadužbina "Nikolaj Timčenko" 2012.
- Smisao pripovedanja, KIZ Altera 2013.
- Psihologija književne logorologije, Zadužbina "Nikolaj Timčenko" 2014.
- Negator ili apologet, Zadužbina "Nikolaj Timčenko" 2015.

## Monografije
- Fragmenti iz istorije Leskovačkog pozorišta (1896-1941), Narodni muzej, Leskovac, 1967
- Fragmenti iz istorije Leskovačkog pozorišta (1870-1980), Narodni muzej, Leskovac, 1981

## Spoljašnje veze
- Znameniti Leskovčani
- Nema novca za nagradu „Nikolaj Timčenko“ („Politika”, 11. decembar 2018)